# Frostbite (motor de jogo)
A Frostbite Engine é um motor gráfico de jogo desenvolvido pela DICE, criadora da série Battlefield, que o utiliza a fim de criar jogos de alta tecnologia.

## Versões

### Frostbite 1.0
A Frostbite 1.0 estreou em 2008, com Battlefield: Bad Company. Possui um recurso de áudio, que ajusta os diferentes tipos de sons e intensidade, permitindo que os jogadores ouçam sons importantes claramente, mesmo se existem outros ruídos, e a função Destruction 1.0, que permite ao jogador destruir certos objetos, como paredes.

### Frostbite 1.5
A segunda versão da Frostbite estreou com Battlefield 1943 em 2009. A nova versão melhorou as capacidades de destruição no jogo com o Destruction 2.0, permitindo que o jogador destrua prédios inteiros em vez de paredes apenas. Em 2010 a DICE lançou Battlefield: Bad Company 2 utilizando esta versão do motor, que foi o primeiro jogo que trouxe a Frostbite para a plataforma Windows. A versão para Windows do jogo tem suporte menor a sombras DX11, e consequentemente, não foi possível aproveitar ao máximo toda a API. O componente multiplayer de Medal of Honor de 2010 também usa essa versão do motor, embora com capacidades limitadas de destruição em jogo.

### Frostbite 2
A terceira geração da Frostbite estreou com o Battlefield 3. Ele tirou o máximo proveito da API DirectX 11 e processadores de 64 bits, sem suporte para DirectX 9 (portanto, sem suporte ao Windows XP). Ele também tem maior destruição no jogo com o Destruction 3.0, criando mais elementos físicos refinados que seu antecessor. Também foi utilizada em Medal of Honor: Warfighter e Need For Speed: The Run.

### Frostbite 3
É a geração atual do engine. Nela foram feitos os jogos Battlefield 4, Battlefield: Hardline, Need for Speed: Rivals, entre outros.

## Jogos usando Frostbite
| Título                               | Ano       | Versão | Desenvolvedor        | Plataforma(s)                                                       | Gênero(s)                                  | DirectX 9.0c | DirectX 10 | DirectX 11 |
| ------------------------------------ | --------- | ------ | -------------------- | ------------------------------------------------------------------- | ------------------------------------------ | ------------ | ---------- | ---------- |
| Battlefield: Bad Company             | 2008      | 1.0    | DICE                 | PlayStation 3, Xbox 360                                             | First-person shooter                       | Não          | Não        | Não        |
| Battlefield 1943                     | 2009      | 1.5    | DICE                 | PlayStation 3, Xbox 360                                             | First-person shooter                       | Não          | Não        | Não        |
| Battlefield: Bad Company 2           | 2010      | 1.5    | DICE                 | Microsoft Windows, PlayStation 3, Xbox 360                          | First-person shooter                       | Sim          | Sim        | Sim        |
| Medal of Honor (apenas multijogador) | 2010      | 1.5    | DICE                 | Microsoft Windows, PlayStation 3, Xbox 360                          | First-person shooter                       | Sim          | Sim        | Sim        |
| Battlefield: Bad Company 2: Vietnam  | 2010      | 1.5    | DICE                 | Microsoft Windows, PlayStation 3, Xbox 360                          | First-person shooter                       | Sim          | Sim        | Sim        |
| Battlefield 3                        | 2011      | 2      | DICE                 | Microsoft Windows, PlayStation 3, Xbox 360                          | First-person shooter                       | Não          | Sim        | Sim        |
| Need for Speed: The Run              | 2011      | 2      | EA Black Box         | Microsoft Windows, PlayStation 3, Xbox 360                          | Corrida                                    | Não          | Sim        | Sim        |
| Medal of Honor: Warfighter           | 2012      | 2      | Danger Close Games   | Microsoft Windows, PlayStation 3, Xbox 360                          | First-person shooter                       | Não          | Sim        | Sim        |
| Army of Two: The Devil's Cartel      | 2013      | 2      | Visceral Games       | PlayStation 3, Xbox 360                                             | Third-person shooter                       | Não          | Não        | Não        |
| Command & Conquer                    | Cancelado | 3      | Victory Games        | Microsoft Windows                                                   | Real-time strategy                         | Não          | Sim        | Sim        |
| Battlefield 4                        | 2013      | 3      | DICE                 | Microsoft Windows, PlayStation 3, PlayStation 4, Xbox 360, Xbox One | First-person shooter                       | Não          | Sim        | Sim        |
| Need for Speed: Rivals               | 2013      | 3      | Ghost Games          | Microsoft Windows, PlayStation 3, PlayStation 4, Xbox 360, Xbox One | Corrida                                    | Não          | Sim        | Sim        |
| Plants vs. Zombies: Garden Warfare   | 2014      | 3      | PopCap Games         | Microsoft Windows, PlayStation 3, PlayStation 4, Xbox 360, Xbox One | Tower defense, third-person shooter        | ?            | ?          | ?          |
| Dragon Age: Inquisition              | 2014      | 3      | BioWare              | Microsoft Windows, PlayStation 3, PlayStation 4, Xbox 360, Xbox One | Role-playing                               | Não          | Não        | Sim        |
| Mirror's Edge Catalyst               | 2016      | 3      | DICE                 | Microsoft Windows, PlayStation 4, Xbox One                          | First-person action-adventure              | Não          | Não        | Sim        |
| Star Wars: Battlefront               | 2015      | 3      | DICE                 | Microsoft Windows, PlayStation 4, Xbox One                          | Third-person shooter, First-person shooter | ?            | ?          | ?          |
| Battlefield: Hardline                | 2015      | 3      | Visceral Games, DICE | Microsoft Windows, PlayStation 3, PlayStation 4, Xbox 360, Xbox One | First-person shooter                       | Não          | ?          | Sim        |
| Need for Speed (2015)                | 2015      | 3      | Ghost Games          | Microsoft Windows PlayStation 4 Xbox One                            | Corrida                                    | Sim          | Sim        | Sim        |
| FIFA 17                              | 2016      | 3      | EA Sports            | Microsoft Windows, PlayStation 4, Xbox One                          | Esporte                                    | Sim          | Sim        | Sim        |
| FIFA 18                              | 2017      | 3      | EA Sports            | Microsoft Windows, PlayStation 4, Xbox One                          | Esporte                                    | Sim          | Sim        | Sim        |
| Need for Speed: Payback              | 2017      | 3      | Ghost Games          | Microsoft Windows PlayStation 4 Xbox One                            | Corrida                                    | Sim          | Sim        | Sim        |
| Star Wars Battlefront II (2017)      | 2017      | 3      | DICE                 | Microsoft Windows, PlayStation 4, Xbox One                          | Third-person shooter, First-person shooter | Sim          | Sim        | Sim        |